# Chiesa di San Carlino
La chiesa di San Carlino è un edificio religioso della città di Ravenna situato in via Tombesi dall'Ova, vicino alla basilica di Sant'Agata Maggiore.

## Storia
Un edificio precedente all'attuale chiesa fu edificato nel 1062 ed era intitolato agli apostoli Simone e Giuda e ai martiri Fabiano e Sebastiano. Nel 1583 la dedica mutò in San Carlino ovvero San Carlo Borromeo, quando vi si instaurò una confraternita di laici sotto il patrocinio di questo santo.
Nel 1756 la chiesa subì un'importante ricostruzione che l'ha portata ad assumere le sembianze odierne. È in seguito a questo rifacimento che venne creata la facciata di ordine dorico e la porta con le due colonne di granito. Sono ancora visibili alcuni resti della precedente struttura.

## Descrizione
Esternamente la chiesa presenta una pianta rettangolare con un'abside poligonale (che internamente si mostra a forma semicircolare). La facciata in stile settecentesco presenta una porta posta al centro, fiancheggiata da due colonne in stile dorico. La piccola chiesa in passato appartenne a varie famiglie tra cui gli Oddi, i Dal Corno e i Lovatelli, a cui è dedicata una lapide murata in ricordo del fondo donato dalla medesima famiglia per il mantenimento dell'edificio. L'interno è decorato con stucchi settecenteschi del Garavini, affreschi del Barbiani e numerosi marmi posti su pavimenti e muri. Inoltre è presente un ciborio completamente in marmo e una tela del Barbiani, dedicata ai martiri Fabiano e Sebastiano, a San Carlo Borromeo (a cui è dedicata l'intera chiesa) e ai due santi apostoli Simone e Giuda. Oggi la chiesa è divenuta un luogo di culto Ortodosso.